# Der Schatz im Silbersee (Elspe 1977)
Der Schatz im Silbersee ist ein Freilichtspiel nach Motiven der gleichnamigen Erzählung Karl Mays von Jochen Bludau. Es wurde 1977 in Elspe uraufgeführt.

## Inhalt

### 1. Szene
Colorado 1867. Das Land der Indianer. Das Land der Siedler. Es war friedlich in Sheridan, dem kleinen Eisenbahner-Camp am Colorado River, bis zu jenem 4. August 1867, an dem sich dieses friedliche Zusammenleben grundlegend ändern sollte.

### 2. Szene
Die Tramps reiten auf – Brinkley, Knox, Hilton und zwei weitere. Zwei Pferde sind doppelt besetzt, so dass klar ersichtlich ist, dass den Tramps zwei Pferde fehlen. Sie wollen dem durchkommenden Bauzug Dynamit stehlen, um an den Schatz im Silbersee zu kommen. Sie erschießen wegen der Pferde zwei Indianer und zwei Augenzeugen: Siedler, die mit ihrem Jungen im Planwagen anhielten. Auch den Jungen wollen sie umbringen, kommen aber nicht dazu und verschwinden, als Indianer auftauchen.

### 3. Szene
Utahs reiten auf und befragen den Jungen nach dem Geschehen. Großer Wolf nimmt ihn und die Toten im Planwagen mit in sein Dorf.

### 4. Szene
Normales Dorfleben in Sheridan. Ellen begrüßt die nach Hause kommenden Eisenbahner im Saloon. Sam Hawkens will wieder Trapper werden, wenn sein Scout-Job bei der Eisenbahn erledigt ist. Die Rafters müssen auf ihr Bier warten, weil Pepe mit den gefüllten Bierkrügen gestürzt ist.

### 5. Szene
Die Tramps reiten in Sheridan ein. Sam begrüßt Brinkley und befragt ihn. Brinkley erzählt von der Silberader, die sie suchen. Patterson lehnt es ab, Kartenmaterial mit dem Weg zum Silbersee herauszugeben. Brinkley schiebt Brandy und Bier beiseite und rückt mit den Tramps wieder ab. Sam ist misstrauisch geworden. Patterson erzählt Sam von seinem Versprechen an die Indianer: Trassenbau ja, Kartenweitergabe nein.

### 6. Szene
Die Tramps halten unterwegs an. Brinkley will heimlich das Kartenmaterial des Ingenieurs an sich bringen. Er schickt einen seiner Leute los. Der Junge bei den Utahs muss beseitigt werden. Und den Zug mit dem Dynamit wollen sie auch noch überfallen … Viel Arbeit!

### 7. Szene
Sam mischt sich beim Pokerspiel der Eisenbahner ein. Old Shatterhand reitet auf. Er wird mit Hallo begrüßt. Mutter Grant hat ihn sich größer und breiter vorgestellt. Er ist mit Winnetou verabredet. Sam erzählt von seinem Job als Scout. Shatterhand sieht Schwierigkeiten mit den Tramps heraufziehen. Er lernt Patterson und Ellen kennen und bittet um ein Zimmer. Sam hört Woodward auf dem Vordach und schießt ihn herunter.

### 8. Szene
Die Tramps kommen zurück. Brinkley und die Jungs trinken Brandy. Brinkley erkundigt sich bei Patterson über die Route zum Silbersee. Er erfährt, dass Woodward die Karte nicht hat, weil Sam ihn vom Balkon geschossen hat. Nun muss Gewalt her, aber er will abwarten, bis seine Leute mit der Kutsche aus Denver kommen.

### 9. Szene
Die Kutsche kommt. Als letzter steigt Hobble-Frank aus. Brinkley verspricht den ankommenden Tramps großen Reichtum. McKennon bietet wieder seine Hosenträger an. Der Kutscher nimmt zwei Briefe von Mutter Grant mit. Die Kutsche fährt wieder ab.

### 10. Szene
Brinkley berichtet, dass Patterson die Karte zum Silbersee nicht herausrücken will. Die Tramps sind empört und wollen Patterson aufhängen. Winnetou ist plötzlich da und zerschießt den Strick mit seiner Silberbüchse. Im Wortwechsel geht es um die Karte zum Silbersee. Die Tramps überwältigen Winnetou. Old Shatterhand erscheint. Es kommt zur großen Schlägerei, bei der Winnetou und Old Shatterhand gewinnen. Die Tramps verschwinden. Shatterhand und Winnetou berichten von ihren Erlebnissen und Abenteuern. Winnetou will zu den Utahs, damit diese nicht das Kriegsbeil gegen alle Bleichgesichter ausgraben. Shatterhand: „Es ist immer wieder das gleiche: Einige wenige richten Unheil an und viele Unschuldige müssen darunter leiden.“ Er will den Tramps folgen. Sam und Frank werden für die Sicherheit der Leute in Sheridan sorgen.

### 11. Szene
Im Indianerlager werden die Leichen der Indianer von den Pferden genommen. Fred kennt die Mörder. Großer Wolf berichtet von den Vereinbarungen mit den Weißen. Ihnen folgten aber Leute, die sich nicht an die Abmachungen hielten. Winnetou erscheint und mahnt den Häuptling, nicht das Kriegsbeil gegen alle Bleichgesichter auszugraben. Großer Wolf lenkt ein, er nimmt Fred in seinen Schutz und macht sich mit seinen Kriegern auf den Weg, den Tramps hinterher.

### 12. Szene
Als die Krieger fort sind, durchsuchen Brinkley, Knox und Hilton das Indianerdorf nach dem Jungen. Frauen und Kinder, die sich ihnen in den Weg stellen, werden erschossen. Indianer fliehen. Sie finden Fred nicht. Die Krieger kommen zurück …

### 13. Szene
Sie finden die toten Frauen und Kinder. Die Geflohenen kehren zurück. Großer Wolf: „Für ein Kinder der Bleichgesichter mussten Frauen und Kinder der Utahs sterben!“ Sein Sohn ist unter den toten Kindern. Er verschont Fred, bezeichnet aber Winnetou als den Schuldigen, der ihn auf die falsche Fährte geführt hat. Er will, dass alle Bleichgesichter am Marterpfahl sterben. Er will Sheridan dem Erdboden gleichmachen.

### 14. Szene
In Sheridan kommen die Bahnarbeiter gerade von der Strecke zurück. Sie wollen einen Drink. McKennan bietet wieder seine Ware an. Old Shatterhand erscheint und berichtet vom bevorstehenden Angriff der Tramps. Sie haben es vorerst auf das Dynamit im Zug abgesehen. Er hat einen Plan: Er will sie im Tunnel ausräuchern.

### 15. Szene
Die Tramps kehren ins Dorf zurück. Man hört das Signal der Eisenbahn. Der Zug kommt. Brinkley zückt seine Waffe. Alle gehen ohne Gegenwehr mit erhobenen Händen an die Wand. Die Tramps springen auf den Dynamit-Wagen. Shatterhand fährt den Zug in den Tunnel und kommt als erster aus dem Rauch heraus. Die Tramps werden einer nach den anderen von den Dorfbewohnern gefesselt. Der Zug fährt wieder vor und wird beladen. Die gefesselten Tramps werden in den Zug nach Denver gestoßen. Brinkley taucht auf. Er hat Ellen als Geisel genommen. Er erpresst die Karte und einige Dynamitstangen. Seine Kumpane befreit er nicht.

### 16. Szene
Nader bringt Shatterhands Pferd. Von einem Indianerpfeil getroffen, bricht er zusammen. Die Utahs überfallen das Dorf. Shatterhand und Großer Wolf stehen sich gegenüber. Indianer kommen mit dem gefangenen Winnetou. Der Kampf stockt. Old Shatterhand kann entkommen.

### 17. Szene
Old Shatterhand taucht wieder auf. Er kann sich verstecken. Die verfolgenden Indianer erscheinen, können ihn aber nicht finden. Alle reiten weg.

### 18. Szene
Die Tramps und mit ihnen Ellen reiten auf. Brinkley studiert die Karte und weist die Richtung zum Silbersee.

### 19. Szene
Im Dorf der Utahs werden Marterpfähle errichtet und die Gefangenen daran gebunden. Großer Wolf hält eine Ansprache und bezeichnet Winnetou als Verräter. Winnetou will sich erklären, findet aber kein Gehör. Ein Schuss fällt: Old Shatterhand meldet sich. Er demonstriert die Schusskraft seiner Waffe. Winnetou darf sich nun erklären. Old Shatterhand fügt seine Beurteilung der Lage hinzu. Vom einmal gegebenen Schwur kann den Häuptling nur die Große Versammlung befreien. Die Beratung ergibt: Ein Gottesurteil soll entscheiden. Winnetou und Frank treten gegen zwei Utahs an. Frank gewinnt gegen den Utah-Krieger Springender Hirsch durch eine List. Winnetou besiegt den Häuptling Großer Wolf. Sie rauchen miteinander das Kalumet. Alle folgen Old Shatterhand, der zum Silbersee vorausgeritten ist. Fred wird von Mutter Grant in Obhut genommen.

### 20. Szene
Auf dem Weg zum Silbersee gelingt es Ellen, den Tramps für einen Augenblick zu entwischen; sie wird aber bald wieder eingeholt. Pause. Kartenstudium. Ein Reiter nähert sich … Woodward und Brooks sollen aus dem Hinterhalt auf den Reiter schießen. Die anderen rücken ab.

### 21. Szene
Old Shatterhand kommt. Woodward schießt auf ihn. Der vermeintlich Erschossene greift ihn an und obsiegt. Beide Schurken flüchten und werden von den mit Winnetou anrückenden Utahs erschossen. Winnetou schickt Old Shatterhand und Großer Wolf zum Silbersee. Er selbst wählt einen geheimen Pfad. So wollen sie, getrennt und doch vereint, Brinkley stellen und Ellen befreien.

### 22. Szene
Brinkley, Knox und Hilton kommen mit Ellen am Silbersee an. Brinkley findet den Eingang zum unterirdischen Gang. Der Eingang zur Schatzhöhle weiter oben ist durch einen Felsbrocken versperrt, der später gesprengt werden muss. Jetzt geht es erst einmal durch den Stollen nach oben …

### 23. Szene
Als die Tramps im Stollen sind, reiten Shatterhand, Großer Wolf und die Utahs auf. Großer Wolf erzählt vom Geheimnis des Schatzes im Silbersee. Brinkley taucht mit Ellen vor der Höhle auf. Er findet mit Hilfe der Karte den Eingang. Er erschießt Knox und Hilton, die er nicht mehr braucht, legt das Dynamit an den Felsbrocken und zündet die Lunte an. Fred springt aus der Deckung und weist auf den Mörder seiner Eltern. Winnetou kämpft mit Brinkley, Ellen kann sich in Sicherheit bringen. Shatterhand warnt Winnetou, Brinkley stürzt bei der Explosion mit dem Felsbrocken in den See. Großer Wolf: „Der Tod der Utahs ist gerächt. Der Silbersee hat den weißen Mörder verschlungen.“ Patterson: „Hier ist genug Silber für uns alle. Wir brauchen nur Wasserkraft vom See und Leute natürlich.“ Alle freuen sich auf die Zukunft. Winnetou und Old Shatterhand verabschieden sich.

## Textbuch
- Jochen Bludau: Der Schatz im Silbersee. Freilichtspiel nach Motiven von Karl May, Hamburg: Vertriebsstelle und Verlag Deutscher Bühnenschriftsteller und Bühnenkomponisten o. J. [ca. 1970].